# تحكم انتباهي

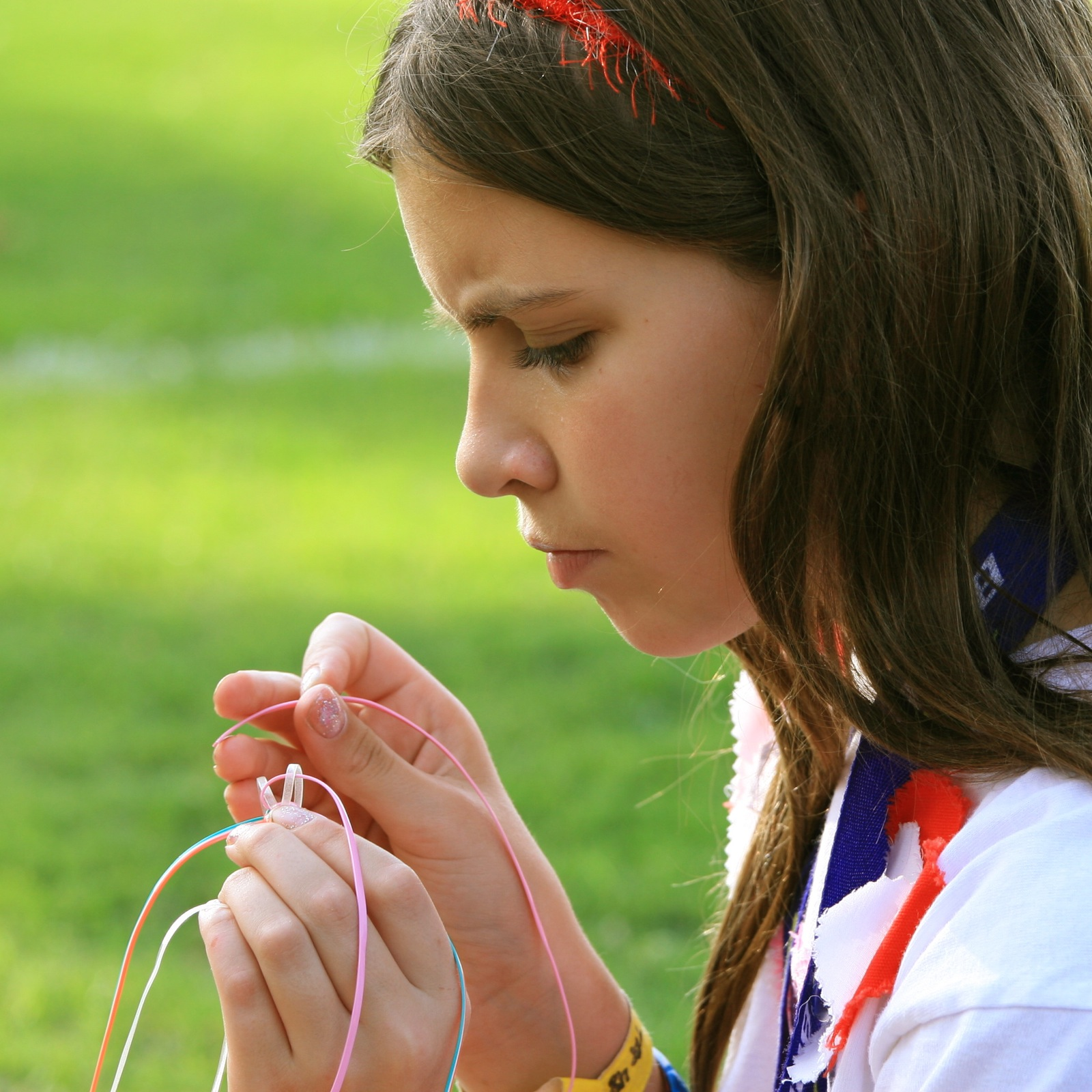
فتاة كشافة مركزة في حياكة السكوبيدو

التحكم الانتباهي ويسمى كذلك الانتباه داخلي المنشأ أو الانتباه التنفيذي، هو قدرة الفرد على اختيار الأمر الذي ينتبه إليه والأمر الذي يتجاهله. بعبارة أبسط يمكن وصف التحكم الانتباهي بقدرة الفرد على التركيز. يحدث التحكم الانتباهي أساسا بواسطة المناطق الجبهية للدماغ بما في ذلك القشرة الحزامية الأمامية، يُعتقد أن التحكم الانتباهي ذو صلة وثيقة بوظائف تنفيذية أخرى مثل الذاكرة العاملة.

## نظرة عامة على البحث
تُنْشِئ مصادر الانتباه في الدماغ نظاما من ثلاث شبكات: اليقظة (تحافظ على الدراية)، التوجيه (المعلومة من مُدخل استشعاري)، والتحكم التنفيذي (يحل التعارض). تمت دراسة هذه الشبكات الثلاث باستخدام تصاميم تجريبية خاصة بالبالغين، بالأطفال، والقردة الذين يملكون ولا يملكون اضطرابات في الانتباه. شملت تصاميم الباحثين مهمة ستروب  مهمة الجانب اللتان تدرسان التحكم التنفيذي مع تقنيات تحليل تشمل التصوير بالرنين المغناطيسي الوظيفي المتعلق بالحدث (fMRI). بعض تصاميم البحث تركز بشكل خاص على ناحية التركيز (مثل التحكم التنفيذي)، في حين تركز تجارب أخرى على جوانب متعددة غيرها تختبر التآثرات بين شبكات اليقظة والتوجيه والتحكم التنفيذي. حديثا، يُستخدم اختبار شبكة الانتباه (ANT) المصمم من قبل فان وبوسنر للحصول على قياساتٍ لكفاءة الشبكات الثلاث، ويسمح بفحص العلاقة بينها. تم تصميمه كمهمة سلوكية سهلة كفاية للحصول على بيانات من الأطفال، المرضى، والحيوانات. تتطلب المهمة من المشاركين الاستجابة السريعة لإشارات مُعطاة بواسطة شاشة حاسوب، بينما يكون انتباههم مركزا على مركز الهدف.